# Доль (округ)
Доль (фр. Dole) — округ (фр. Arrondissement) во Франции, один из округов в регионе Франш-Конте. Департамент округа — Юра. Супрефектура — Доль.
Население округа на 2006 год составляло 79 734 человек. Плотность населения составляет 68 чел./км². Площадь округа составляет всего 1180 км².